# Sharpen Your Teeth
Sharpen Your Teeth es el primer álbum de la banda Ugly Casanova, grabado en el 2001 y lanzado un año después bajo Sub Pop Records.

## Lista de canciones
1. "Barnacles" - 5:05
2. "Spilled Milk Factory" - 4:26
3. "Parasites" - 3:36
4. "Hotcha girls" - 4:58
5. "(No Song)" - 0:26
6. "Diamonds on the Face of Evil" - 3:16
7. "Cat Faces" - 3:36
8. "Ice on the Sheets" - 6:33
9. "Beesting" - 0:48
10. "Pacífico" - 2:31
11. "Smoke Like Ribbons" - 5:15
12. "Things I Don't Remember" - 3:29
13. "So Long to the Holidays" - 5:56

- Datos: Q5942028